# 田辺康平
田辺 康平（たなべ こうへい、1918年5月10日 - 2000年10月28日）は、日本の法学者。

## 人物・来歴
北海道出身。東北帝国大学法学部卒、1963年「損害保険契約の本質」で東北大学・法学博士。西南学院大学法学部教授。89年定年退職、名誉教授。弁護士、境克彦法律事務所。

## 著書
- 『保険法』(法律学全書)ミネルヴァ書房, 1970
- 『手形・小切手法講義』文真堂, 1973
- 『保険法の理論と解釈』文真堂, 1979.12
- 『保険契約の基本構造』有斐閣, 1979.2
- 『現代保険法』文真堂, 1985.1
- 『現代手形法・小切手法』文真堂, 1988.12

### 共編著
- 『保険マンの法律知識 損害・生命保険の実務必携』(ビジネス・ロー・スクール) 南出弘共著. 東洋経済新報社, 1970
- 『小町谷商法講義 保険』小町谷操三共著. 有斐閣, 1971.4
- 『損害保険双書』全3巻 石田満共編. 文真堂, 1974
- 『注釈火災保険普通保険約款』坂口満男共著. 日本評論社, 1976
- 『保険法演習 1』石田満共編. 文真堂, 1977.10
- 『手形法・小切手法 判例演習』蓮井良憲共編. 九州大学出版会, 1981.3
- 『新損害保険双書』全3巻 石田満共編. 文真堂, 1982-85
- 『住宅火災保険普通保険約款 注釈』坂口光男共編著. 中央経済社, 1995.3

記念論文集
- 『保険法学の諸問題 田辺康平先生還暦記念』石田満 [ほか]編集. 文真堂, 1980.5